# 红尾沙蜥
红尾沙蜥（学名：Phrynocephalus erythrurus）为鬣蜥科沙蜥属的爬行动物。在中国大陆，分布于西藏等地，多栖息于高寒区。其生存的海拔范围为4500至5300米。该物种的模式产地在西藏西北部。

## 保护
本种于2023年被收录入《有重要生态、科学、社会价值的陆生野生动物名录》。